# Fågelarv
Fågelarv (Holosteum umbellatum) är en växtart i familjen nejlikväxter. 